# Système européen d'identification des visas
Le Système d'information sur les visas ou Système européen d'identification des visas est une base de données de l'Union européenne entrée en vigueur le 11 octobre 2011. Elle recueille les informations biométriques dont les empreintes digitales et le visage (photographie numérisée) de tous les postulants à un visa de court séjour pour l'espace Schengen.
L'usage du système est obligatoire pour l'ensemble des États membres de la zone Schengen disposant d'une représentation consulaire ou d'une ambassade dans la région ayant fait l'objet d'un accord quant à la date de démarrage (la première région étant l'Afrique du Nord depuis le 11 octobre 2011, puis le Proche-Orient et la région du Golfe en 2012). Le déploiement graduel sur l'ensemble de la planète est en cours, la date de démarrage de chaque région devant faire l'objet d'un consensus entre les États de la zone Schengen. Au 20 novembre 2015, le VIS a été déployé dans les consulats Schengen de l'ensemble des régions du monde. Depuis février 2016, tous les points d'entrée Schengen sont équipés du système.

## Création et financement du VIS
Le système émane d'une demande du Conseil de l'Union européenne du 20 septembre 2001. En juin 2002, le Conseil européen de Laeken a fait de la réalisation de ce projet une priorité de l'Union européenne. La Commission européenne a présenté, le 28 décembre 2004, une proposition de règlement établissant le VIS.
Le Conseil a adopté, le 8 juin 2004, une décision concernant l'allocation d'une enveloppe de trente millions d'euros pour son installation. Le programme de La Haye a insisté sur la mise en œuvre du VIS.

## Fonction du système européen
Le VIS est probablement l'une des plus grandes bases de données biométriques au monde, avec soixante-dix millions d'empreintes digitales. Le VIS partage l'infrastructure du SIS II (Système d'information de Schengen) et d'Eurodac, une base de données biométriques visant à gérer les demandes d'asile, mais il ne s'agirait que « d'une plate-forme technique commune » : le Parlement européen affirme qu'« il n'est pas possible, à l'aide du VIS, d'accéder à Eurodac ni au SIS II, ou inversement. »

## Données à caractère personnel et question des libertés individuelles
Selon le Parlement européen (2005), le contrôleur aux données a rendu un avis positif quant à l'établissement du VIS. Il estime que la proposition est conforme à la législation relative au traitement des données à caractère personnel sous réserve de certaines limitations quant au droit d'accès des services répressifs. Il est également favorable à l'introduction de données biométriques à condition d'y assortir des garanties strictes.